# Сакатепекес
Сакатепекес (на испански: Sacatepéquez) е един от 22-та департамента на Гватемала. Столицата на департамента е град Антигуа Гватемала. Сакатепекес е с население от 349 900 жители (по изчисления от юни 2016 г.).

## Общини
Сакатепекес е разделен на 16 общини някои от които са:
1. Алотенанго
2. Антигуа Гватемала
3. Магдалена Милпас Алтас
4. Сан Антонио Агуас Калиентес
5. Сан Бартоломе Милпас Алтас
6. Сантиаго Сакатепекес
7. Сумпанго